# Pueblo Nuevo (Guatemala)
Pueblo Nuevo é um município do departamento de Suchitepéquez da região sudoeste da Guatemala.

## História
Os primeiros habitantes do município chegaram no século XVII vindos de Zunil do departamento de Quetzaltenango. Tudo começou quando moradores de Zunil em busca de mais terras dirigiram-se para o horizonte atravessando o vulcão Zunil e encontraram o lugar da atual cidade e a chamaram de Pueblo Nuevo (Cidade Nova, Povoado Novo).
Pueblo Nuevo foi fundado e elevado oficalmente como município em 16 de outubro de 1867 fazendo parte do departamento de Retalhuleu e 73 anos depois separou-se deste último departamento por falta de vias de comunicação entre a cidade e Retalhuleu e foi incorporado ao atual departamento de Suchitepéquez em 27 de setembro de 1950.

## Território

### Extensão territorial
O município de Pueblo Nuevo tem uma extensão territorial de 24 Km² tornando-o em um dos mais pequenos do departamento de Suchitepéquez.